# Nahuel Carabaña
Nahuel Carabaña Valenzuela (* 10. November 1999 in Andorra la Vella) ist ein andorranischer Langstrecken- und Hindernisläufer.

## Sportliche Laufbahn
Erste internationale Erfahrungen sammelte Nahuel Carabaña bei den 2016 erstmals ausgetragenen Jugendeuropameisterschaften in Tiflis, bei denen er mit 6:05,76 min im Vorlauf über 2000 m Hindernis ausschied. Im Jahr darauf gewann er bei den Spielen der kleinen Staaten von Europa (GSSE) in Serravalle in 9:16,96 min die Silbermedaille über 3000 m Hindernis hinter dem Zyprer Nikolas Fragko und anschließend schied er bei den U20-Europameisterschaften in Grosseto mit 9:48,58 min in der Vorrunde aus. 2018 belegte er bei den U23-Mittelmeer-Meisterschaften in Jesolo in 9:36,55 min den siebten Platz und verpasste anschließend bei den U20-Weltmeisterschaften in Tampere mit 9:37,30 min den Finaleinzug. 2019 erreichte er bei den U23-Mittelmeer-Hallenmeisterschaften in Miramas in 4:01,36 min Rang elf im 1500-Meter-Lauf und anschließend gewann er bei den GSSE in Bar in 8:59,74 min die Silbermedaille im Hindernislauf hinter dem Isländer Hlynur Andrésson und sicherte sich zudem in 30:52,11 min die Bronzemedaille im 10.000-Meter-Lauf hinter seinem Landsmann Marcos Sanza und Arnar Pétursson aus Island. Daraufhin gelangte er bei den U23-Europameisterschaften in Gävle in 9:21,17 min auf Rang 15 und bei den Crosslauf-Europameisterschaften in Lissabon wurde er nach 26:03 min 46. im U23-Rennen. 2021 gewann er dann bei den U23-Europameisterschaften in Tallinn in 8:39,17 min die Bronzemedaille hinter dem Ungarn István Palkovits und Etson Barros aus Portugal. Während der Hallensaison stellte er mit 8:09,99 min einen neuen Landesrekord im 3000-Meter-Lauf auf und im Juni lief er in Castellón mit 8:36,38 min Landesrekord im Hindernislauf. Im Dezember lief er bei den Crosslauf-Europameisterschaften in Dublin nach 26:48 min auf Rang 68 ein und im Jahr darauf gewann er bei den Ibero-Amerikanischen Meisterschaften in La Nucia mit Landesrekord von 8:35,19 min die Silbermedaille im Hindernislauf hinter dem Spanier Gonzalo Parra. Daraufhin startete er über 1500 Meter bei den Mittelmeerspielen in Oran und gelangte dort mit 3:51,89 min auf Rang zwölf. Im August 2022 nahm er bei den Europameisterschaften in München über 3000 m Hindernis teil. Nachdem im Halbfinale der Däne Axel Vang Christensen nach einem Hindernis stürzte, unterbrach Carabaña seinen Lauf, kehrte um und half seinem gestürzten Konkurrenten, die Bahn zu verlassen. Nach der 30 Sekunden langen Hilfsaktion setzte Carabaña seinen Lauf fort. Er erreichte mit über einer Minute Rückstand auf den Sieger das Ziel. Das Publikum bejubelte ihn auf der Zielgeraden für seine Fairness-Aktion. Im Dezember kam er bei den Crosslauf-Europameisterschaften in Turin nicht ins Ziel.
2023 siegte er bei den Spielen der kleinen Staaten von Europa in Marsa in 8:54,95 min im Hindernislauf und gewann in 14:05,16 min die Silbermedaille über 5000 Meter hinter dem Malteser Jordan Gusman. Anschließend wurde er bei der 1. Liga der Team-Europameisterschaft im Rahmen der Europaspiele in Chorzów in 8:48,79 min Erster, ehe er im August bei den Weltmeisterschaften in Budapest mit 8:27,05 min im Vorlauf ausschied. Im Dezember wurde er bei den Crosslauf-Europameisterschaften in Brüssel nach 33:12 min 67. im Einzelrennen. Im Jahr darauf verbesserte er im Mai in Marseille den Landesrekord über 3000 m Hindernis auf 8:16,04 min und anschließend belegte er bei den Europameisterschaften in Rom in 8:21,08 min den siebten Platz. Im August verpasste er bei den Olympischen Sommerspielen in Paris mit 8:19,44 min den Finaleinzug.
2023 wurde Carabaña Landesmeister im 3000-Meter-Hindernislauf.

## Persönliche Bestzeiten
- 1500 Meter: 3:51,89 min, 2. Juli 2022 in Oran
  - 1500 Meter (Halle): 3:48,74 min, 20. Februar 2022 in Sabadell
- 3000 Meter: 8:38,20 min, 27. Juli 2020 in Pamplona
  - 3000 Meter (Halle): 7:54,02 min, 7. Februar 2024 in Mondeville (andorranischer Rekord)
- 5000 Meter: 14:05,16 min, 3. Juni 2023 in Marsa (andorranischer Rekord)
- 10.000 Meter: 28:51,57 min, 25. März 2023 in Burjassot (andorranischer Rekord)
- 3000 m Hindernis: 8:16,04 min, 22. Mai 2024 in Marseille (andorranischer Rekord)